# Тонга на Летњим олимпијским играма 2008.
Тонга је учествовала на Летњим олимпијским играма 2008. одржаним у Пекингу. Ово је било њено седмо учешће, а представљи су је троје спортиста, који су се такмичили у два спорта: атлетици и дизању тегова.
Заставу Тонге на свечаном отварању Летњих олимпијских игара 2008. носила је атлетичарка Ана Пухила.
Екипа Тонге није освојила ниједну медаљу.

## Атлетика

### Мушкарци
| Атлетичар  | Дисциплина | Група    | Група | Четвртфинале     | Четвртфинале     | Полуфинале       | Полуфинале       | Финале           | Финале           | Детаљи |
| Атлетичар  | Дисциплина | Резултат | Место | Резултат         | Место            | Резултат         | Место            | Резултат         | Место            | Детаљи |
| ---------- | ---------- | -------- | ----- | ---------------- | ---------------- | ---------------- | ---------------- | ---------------- | ---------------- | ------ |
| Aisea Tohi | 100 м      | 11,17    | 70/80 | Није се пласирао | Није се пласирао | Није се пласирао | Није се пласирао | Није се пласирао | Није се пласирао |        |

### Жене
| Атлетичарка | Дисциплина   | Група    | Група | Четвртфинале      | Четвртфинале      | Полуфинале        | Полуфинале        | Финале            | Финале            | Детаљи |
| Атлетичарка | Дисциплина   | Резултат | Место | Резултат          | Место             | Резултат          | Место             | Резултат          | Место             | Детаљи |
| ----------- | ------------ | -------- | ----- | ----------------- | ----------------- | ----------------- | ----------------- | ----------------- | ----------------- | ------ |
| Ана Пухила  | бацање кугле | 16,42    | 27/35 | Није се пласирала | Није се пласирала | Није се пласирала | Није се пласирала | Није се пласирала | Није се пласирала |        |

## Дизање тегова

#### Мушкарци
| Текмичар        | Дисциплина | Трзај    | Трзај   | Избачај  | Избачај | Укупно | Пласман | Детаљи |
| Текмичар        | Дисциплина | Резултат | Пласман | Резултат | Пласман | Укупно | Пласман | Детаљи |
| --------------- | ---------- | -------- | ------- | -------- | ------- | ------ | ------- | ------ |
| Мамалоа Лолохеа | +105 кг    | 140      | 13      | 173      | 13      | 313    | 13/14   |        |